# Richard Young (Politiker)

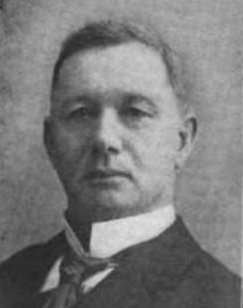
Richard Young (1907)

Richard Young (* 6. August 1846 in Derry, Irland; † 9. Juni 1935 in Flatbush, New York) war ein irisch-amerikanischer Jurist und Politiker. Zwischen 1909 und 1911 vertrat er den Bundesstaat New York im US-Repräsentantenhaus.

## Leben
Richard Young wurde in dem Jahr geboren, als der Premierminister Robert Peel die Corn Laws abgeschafft hat. Die Familie Young wanderte 1851 in die Vereinigten Staaten ein und ließ sich in Philadelphia (Pennsylvania) nieder. Er besuchte dort öffentliche Schulen und graduierte am Crittenden’s Commercial College. Ein Jahr nach dem Ende des Bürgerkrieges zog er nach Flatbush, welches 1894 Teil von Brooklyn wurde, von wo er extensiv dem Lederhandwerk in New York City nachging. Zwischen 1895 und 1902 war er Mitglied im Board of School Commissioners von Brooklyn. Dann war er in den Jahren 1902 und 1903 Park Commissioner für die Boroughs von Brooklyn und Queens. Er verfolgte Bankgeschäfte und war auch an mehreren Gesellschaften (corporations) und Gewerbebetrieben (business enterprises) beteiligt.
Politisch gehörte er der Republikanischen Partei an. Bei den Kongresswahlen des Jahres 1908 wurde er im fünften Wahlbezirk von New York in das US-Repräsentantenhaus in Washington, D.C. gewählt, wo er am 4. März 1909 die Nachfolge von George E. Waldo antrat. Da er auf eine erneute Kandidatur zwei Jahre später verzichtete, schied er nach dem 3. März 1911 aus dem Kongress aus.
Young war dann wieder in der Lederindustrie tätig und ging erneut Bankgeschäften nach, verfolgte aber auch andere wirtschaftliche Unternehmungen in Brooklyn. Er lebte in Flatbush, wo er am 9. Juni 1935 verstarb. Sein Leichnam wurde auf dem Green-Wood Cemetery in Brooklyn beigesetzt.